# Stokesdale
Stokesdale is een plaats (town) in de Amerikaanse staat North Carolina, en valt bestuurlijk gezien onder Guilford County.

## Demografie
Bij de volkstelling in 2000 werd het aantal inwoners vastgesteld op 3267.
In 2006 is het aantal inwoners door het United States Census Bureau geschat op 3627, een stijging van 360 (11,0%).

## Geografie
Volgens het United States Census Bureau beslaat de plaats een oppervlakte van
50,5 km², waarvan 50,2 km² land en 0,3 km² water.

## Plaatsen in de nabije omgeving
De onderstaande figuur toont nabijgelegen plaatsen in een straal van 20 km rond Stokesdale.